# Арсенал Страхування
«Арсена́л Страхува́ння» — українська страхова компанія, заснована 2005 року, офіс розташовано в Києві.

## Історія
Компанію заснував 9 грудня 2005 року Максим Туз у Дніпрі під назвою ЗАТ "СК «Арсенал-Дніпро».
2012 року до компанії перейшли понад 150 осіб центрального офісу та регіональної мережі «компанії АХА Страхування». Зокрема, посаду голови Правління обійняв Сергій Авдєєв, акціонерами компанії стали Олександр Солоп та Марина Авдєєва. Компанія змінила назву на «Арсенал Страхування». З появою нових акціонерів і працівників «Арсенал Страхування» увійшов до п'ятірки лідерів за КАСКО, збільшив ринкову частку, придбав нові акредитації.
У 2014 році компанія стала Головою Ревізійної Комісії МТСБУ і відповідла за забезпечення прозорості, надійності і доцільності витрачання грошових коштів з Фонду МТСБУ.

## Власники та керівництво
Всі акціонери компанії є керівниками власниками компанії, в правлінні немає найманих топ-менеджерів. В управлінні кожного акціонера перебувають по кілька вертикалей бізнесу.

### Менеджмент компанії
- Сергій Авдєєв — голова Правління
- Яковенко Антоніна — член Правління
- Данилова Тетяна — член Правління
- Тимошенко Дмитро — член Правління

### Наглядова рада
- Марина Авдєєва— Голова Наглядової ради.
- Максим Туз — член Наглядової ради.
- Костянтин Туз — член Наглядової ради.[5][6][7]

## Діяльність
Станом на 1 липня 2023 року статутний фонд компанії складав 255,6 млн грн, активи компанії в розмірі  2,2 млрд грн.
У вересні 2023 року компанія запровадила страхування автомобілів від воєнних ризиків під назвою «Патронус».
Станом на квітень 2024 компанія мала ліцензію на діяльність в усіх 18 класах страхування іншого, ніж страхування життя
За підсумками 9 місяців 2024 року активи компанії склали 2,63 млрд грн, власний капітал - 649 млн грн. Валові страхові премії за цей період склали 2,17 млрд грн, страхові виплати - 940 млн грн. За страховими преміями компанія посіла першу позицію в Дніпропетровській, Харківській та Запорізькій областях. Основу портфелю склало автострахування КАСКО (65,31% від премій), ОСЦПВ (12%) та медичне страхування (9,62%).
В 2024 році компанія інтегрувала штучний інтелект у свій мобільний застосунок Arsenal IC. Штучний інтелект визначає діагноз хворої людини із точністю 87%.

### 2019
- Лідер класу «Страхування вогневих ризиків» (Insurance TOP)[13]

### 2020
- Найкращий страховий партнер банків та автодилерів (за версією журналу «Бізнес»)[14]

### 2022
- Срібло у номінації "Кращий страховий продукт КАСКО[15]
- Бронза у номінації «Кращий клієнтський сервіс»[15]

### 2023
- Золото у номінації "Кращий страховий продукт КАСКО[15]
- Срібло у номінації «Кращий клієнтський сервіс у воєнний час»[15]
- ТОП-10 найбільших страхових компаній України (Insurance TOP)[16]
- TOP-5 Largest Non-Life Insurance Companies in Ukraine 2023 by net premiums earned[17]
- Insurance TOP визначив лідерів страхового ринку України на 1 квартал 2023 року[18].

### 2024
- Золото у номінації "Найкращий клієнтський сервіс та врегулювання збитків"[19]
- Срібло у номінації "Автостраховик року в КАСКО"[20]
- Срібло у номінації "Найкращий продукт КАСКО"[21]
- Срібло у номінації "Найкращий клієнтський сервіс" [21]
- Срібло у номінації "Найкращий продукт страхової компанії: ДМС"[21]
- Бронза у номінації "Найкраща діджитал компанія"[21]

## Членство в організаціях
Станом на початок 2023 року компанія була членом Національної асоціації страховиків України (НАСУ), Моторного (транспортного) страхового бюро України (МТСБУ), Асоціації «Українське об'єднання лізингодавців»